# Lottie Alter
Pour les articles homonymes, voir Alter.
Charlotte Alice Alter (16 janvier 1871 - 25 décembre 1924) est une actrice américaine de théâtre et du cinéma muet.

## Biographe

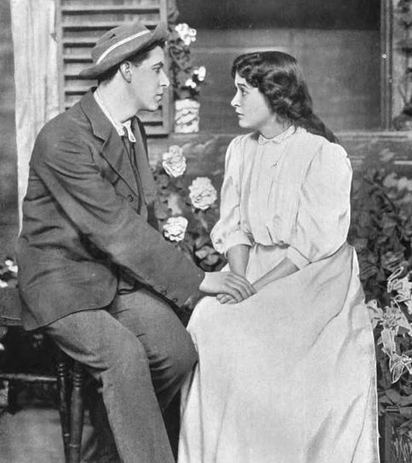
Arthur Vezin et Lottie Alter dans Mrs. Wiggs of the Cabbage Patch (1908).

Née à La Crosse, le 16 janvier 1871, elle est la fille de Frederick Pernal Alter et Ida Alter (née Soplitt),,,.
Alter commence à jouer dans le Midwest en 1890, jouant des rôles de soubrette dans des compagnies itinérantes dirigées par Henrietta Crosman, Joseph Jefferson et Charles Frohman, dans des spectacles tels que The Cricket on the Hearth, Beside the Bonnie Brier Bush, The Country Circus, Fifi, The Shadows of a Great City (en), The Girl I Left Behind Me, et Hearts are Trumps. À Broadway, elle joue dans To Have and to Hold (1901), The Vinegar Buyer (1903), The Trifler (1905) avec Esme Beringer, Charley's Aunt (1906) et Excuse Me (1911) de Rupert Hughes. Dans Excuse Me, le critique George Jean Nathan écrit qu'elle était parmi « les meilleures d'une distribution généralement talentueuse ».
Elle fait des tournées en Australie et en Grande-Bretagne dans Mrs. Wiggs of the Cabbage Patch. En 1916, elle dirige sa propre compagnie de vaudeville.
Au cinéma, on la voit dans les courts métrages Advertising for a Wife (1910) et An Arizona Romance (1910), et les longs métrages The Eternal City (1915) aux côtés de Pauline Frederick et Thomas Holding, et The Lottery Man (1916) avec Oliver Hardy et Thurlow Bergen.
Elle a épousé l'acteur Harry C. Bradley, en 1923. Elle meurt à Beechhurst, Queens, New York, d'une pneumonie. Elle repose au cimetière de Flushing.

## Filmographie partielle
- 1915 : La Ville éternelle (The Eternal City) de Hugh Ford et Edwin S. Porter